# Хрущівка
Хрущі́вка — село в Україні, у Золотоніському районі Черкаської області. Входить до складу Зорівської сільської громади. Населення — 736 чоловік (на 2001 рік).
Село розташоване на річці Кропивна за 29 км на північний схід від райцентру — міста Золотоноша.

## Історія
Вперше село згадується в архівах Києва у 1731 році. На той час селяни чинили запеклий опір панам та панщині. Однією з найпоширеніших форм селянського антифеодального протесту в Україні були втечі кріпаків Поділля і північно-західної Київщини в менш заселені південно-східні райони України. Ці втікачі переходили через землі лівобережної Черкащини, і частина з них поселилася в Хрущівці. Село почало швидко зростати.
Хрущівка виникла в першій половині XVII століття як козацьке село. Згідно з переказами село дістало назву від імені першого поселенця — козака Степана Хруща (мав дружину Христю Марківну та сина Тараса).
Через Хрущівку протікають річка Кропивка та її притока Розсошка. На хрущівських полях 16 могил та 1 майдан. Це цінні пам'ятки археології часів початку нашої ери. Згідно з переказами між Переяславом і Кременчуком тягнеться ланцюжок козацьких сторожових постів для попередження про татарські набіги. Одним з таких сторожових постів є майдан на полі Хрущівки.
Селище було приписане до Михайлівської церкви в Лукашівці.
Селище є на мапі 1800 року.
Село відносилося до Золотоніського повіту. За всіх часів село було в центрі визвольної боротьби.
У 1928 році, під час примусової колективізації, було створено колгосп.

## Сучасність
На території сільської ради розташовано СТОВ «Перемога», фермерські господарства «Мрія» та «Надія», Хрущівський навчально-виховний комплекс, Лукашівська лікарська амбулаторія, Хрущівський будинок культури, дев'ять магазинів.

## Населення

### Мова
Розподіл населення за рідною мовою за даними перепису 2001 року:
| Мова       | Кількість | Відсоток |
| ---------- | --------- | -------- |
| українська | 721       | 97.96%   |
| російська  | 15        | 2.04%    |
| Усього     | 736       | 100%     |

## Постаті
Чурута Валентин Павлович (1977—2014) — солдат батальйону «Айдар», загинув у боях за Щастя.